# Dzeng
Dzeng ist eine Gemeinde im Département Nyong-et-So’o in der Region Centre in Kamerun.

## Geografie
Dzeng liegt im Südwesten Kameruns, etwa 30 Kilometer südöstlich der Hauptstadt Yaoundé.

## Verkehr
Dzeng liegt an einer Wald-Piste, die bis Yaoundé führt.

## Sonstiges
Nach Dzeng wurde ein Marskrater benannt: Dzeng (Marskrater)